# Mishev Peak
Der Mishev Peak (englisch; bulgarisch Мишев връх Mischew wrach) ist ein rund 600 m hoher und vereister Berg auf Liège Island im Palmer-Archipel vor der Westküste der Antarktischen Halbinsel. Er ragt 1,42 km westlich des Pavlov Peak, 2,34 km östlich bis nördlich des Polezhan Point und 1,93 km ostsüdöstlich des Disilitsa Point auf. Markant sind seine teilweise unvereisten Südwesthänge. Der Sbelsurd-Gletscher liegt nördlich und der Plejstor-Gletscher südlich von ihm. 
Britische Wissenschaftler kartierten ihn 1978. Die bulgarische Kommission für Antarktische Geographische Namen benannte ihn 2013 nach Emil Mischew, Geologe auf der St.-Kliment-Ohridski-Station auf Livingston Island in mehreren Kampagnen ab 2004 und Leiter der Station zwischen 2006 und 2007.